# Amblytropidia australis
Amblytropidia australis es una especie de saltamontes de la familia Acrididae.

## Etimología
El epíteto específico significa “del sur”, del latín auster (“sur”).

## Características
Las tucuras Amblytropidia australis nacen principios de verano y llegan a adultos desde fines de verano a fines de otoño. Se alimentan de gramíneas, principalmente de distintantes especies de grama común (Cynodon). Los machos muestran un color naranja en el abdomen y en parte de las patas traseras, y son más chicos que las hembras.

## Distribución
Esta especie se encuentra en ambientes de pastizales de pastos altos en el centro y norte de Argentina, Bolivia, Brasil, Paraguay y Uruguay.

## Clasificación
Fue descripta por primera vez por el entomólogo estadounidense Lawrence Bruner en 1900 como Dichromorpha australis a partir de materiales recolectados en Brasil y luego pasada al género Amblytropia por el mismo Bruner en 1904.
- Reino Animalia
  - Filo Arthropoda
    - subfilo Hexapoda 
      - Clase Insecta
        - Subclase Pterygota
          - orden Orthoptera 
            - Suborden Caelifera
              - Infraorden
                - Superfamilia Acridoidea
                  - Familia Acrididae
                    - subfamilia Gomphocerinae
                      - Tribu Amblytropidiini
                        - género Amblytropidia
                          - Amblytropidia australis